# Barragem de terra-enrocamento
Barragem de terra-enrocamento é um aglomerado de terra e pedras usadas para sustentação de uma barragem.
As barragens de terra/enrocamento destinadas ao armazenamento permanente de água devem possuir um elevado grau de estanqueidade (presença de um elemento de vedação).
Estas barragens são construídas, via de regra, com materiais oriundos de áreas de empréstimo, devidamente selecionadas, que são transportados, lançados e compactados, com equipamentos especiais, sob rigoroso processo de controle executivo.
Possuem comumente um sistema de drenagem interna eficiente (presença de um elemento drenante) e coeficientes de segurança elevados, tanto para a possibilidade de ocorrência de erosão interna como para possibilidade de ruptura por cisalhamento (presença de um elemento estabilizante).
As barragens de terra/enrocamento devem ter sistemas de extravasamento bem dimensionados que lhes confiram elevados coeficientes de segurança contra a possibilidade de galgamento.
Alguns detalhes:
- maciço constituído por enrocamentos (blocos de rocha) lançados ou compactados em camadas com núcleo de material terroso.
- menor interferência no cronograma de execução.
- menores volumes de aterro.
- permitem a adoção de ensecadeira incorporada.

Características principais:
- zona de vedação (núcleo)
- sistema de drenagem interna
- transições
- zona resistente (espaldares)[1]